# 課程
課程（かてい）とは、一般的に教育や訓練で秩序立って学ぶ一連の流れのことを指し、さまざまな意味がある。
1. 教育課程のこと。
2. 学校に設けられる教育課程を有する組織や体系のこと。
3. 学校内で組織される教育の段階に応じた組織のこと（後述）。
4. 学校内で組織される教育の実施形態に応じた組織のこと（後述）。
5. 大学の学部に設置される学科に相当する組織のこと。⇒課程制、学科 (学校)

## 教育段階に応じた課程
学校内で組織される教育の段階に応じた組織としての課程は、次のようなものがある。

### 義務教育学校
- 前期課程 - 修業年限6年。小学校とほぼ同一。
- 後期課程 - 修業年限3年。中学校とほぼ同一。

### 中等教育学校
- 前期課程 - 中学校1〜3年ぐらいまで
- 後期課程 - 高校1〜3年ぐらいまで

### 専修学校
- 一般課程 - 修業年限1年以上。入学資格は各校が定める。
- 高等課程（高等専修学校） - 修業年限1年以上。中学校卒業者等を対象とする。高等学校相当。
- 専門課程（専門学校） - 修業年限1年以上。高等学校卒業者及び専修学校高等課程修了者等を対象とする。短期大学相当。

### 大学院
- 修士課程 - 標準修業年限2年。修了者には修士の学位を授与。
- 博士課程 - 原則として標準修業年限5年。（博士前期課程を除いて）修了者には博士の学位を授与。
  - 博士前期課程 - 区分されたうち、前期2年の博士課程。修士課程として取り扱うものとされている。
  - 博士後期課程 - 区分されたうち、後期3年の博士課程。
  - 後期3年博士課程 - 後期3年のみの博士課程。
  - 一貫制博士課程 - 標準修業年限5年。
  - 4年制博士課程 - 医学・歯学・臨床薬学・獣医学の博士課程。標準修業年限4年。
- 専門職学位課程 - 専門職大学院の課程。標準修業年限2年（法科大学院は3年）。修了者には専門職学位を授与。

## 教育の実施形態に応じた課程
学校内で組織される教育の実施形態に応じた組織としては、高等学校や中等教育学校の後期課程に設けられるものが代表的であり、次の課程がある。
- 全日制の課程（全日制課程） - 「通常の課程」
- 定時制の課程（定時制課程） - 「夜間その他特別の時間または時期において授業を行う課程」
- 通信制の課程（通信制課程） - 「通信による教育を行う課程」